# Meyerode
Meyerode (en néerlandais : Meyrode) est une section de la commune belge d'Amblève située en Communauté germanophone et en Région wallonne dans la province de Liège. C'était une commune à part entière avant la fusion des communes de 1977.

## Étymologie
Défrichement (germ. rotha) du fermier (allemand Meier)

## Géographie

### Hameaux et lieux-dits
Gut Eid, Habeloch, Herresbach, Herresbachermühle, Hervort, Hochkreuz, Keppelborn, Medell, Rohlkaul, Strasse, Wallerode.

## Évolution démographique
- Sources : INS, Rem. : 1930 jusqu'en 1970 = recensements, 1976 = nombre d'habitants au 31 décembre.

## Patrimoine et culture

### Patrimoine architectural
- Église Saint-Martin de 1455; nef reconstruite en 1930 par l'architecte Henry Cunibert. Eglise Saint-Martin de Meyerode.Pierre tombale de Pierre-Bénigne de Baring et de Marguerite-Gisberte de Breidenbach (intérieur de l'église Saint-Martin).

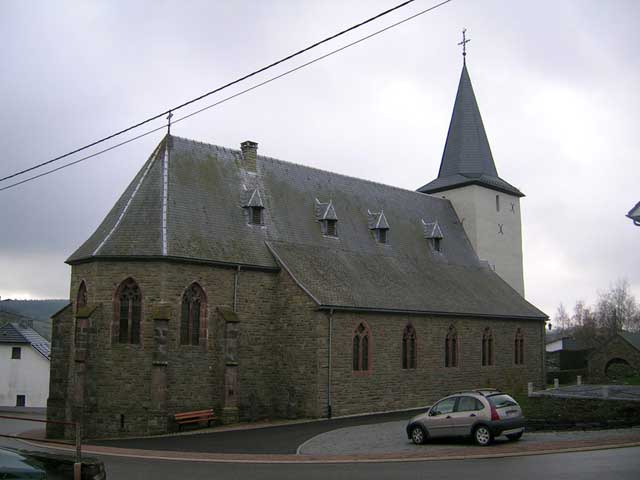
Eglise Saint-Martin de Meyerode.

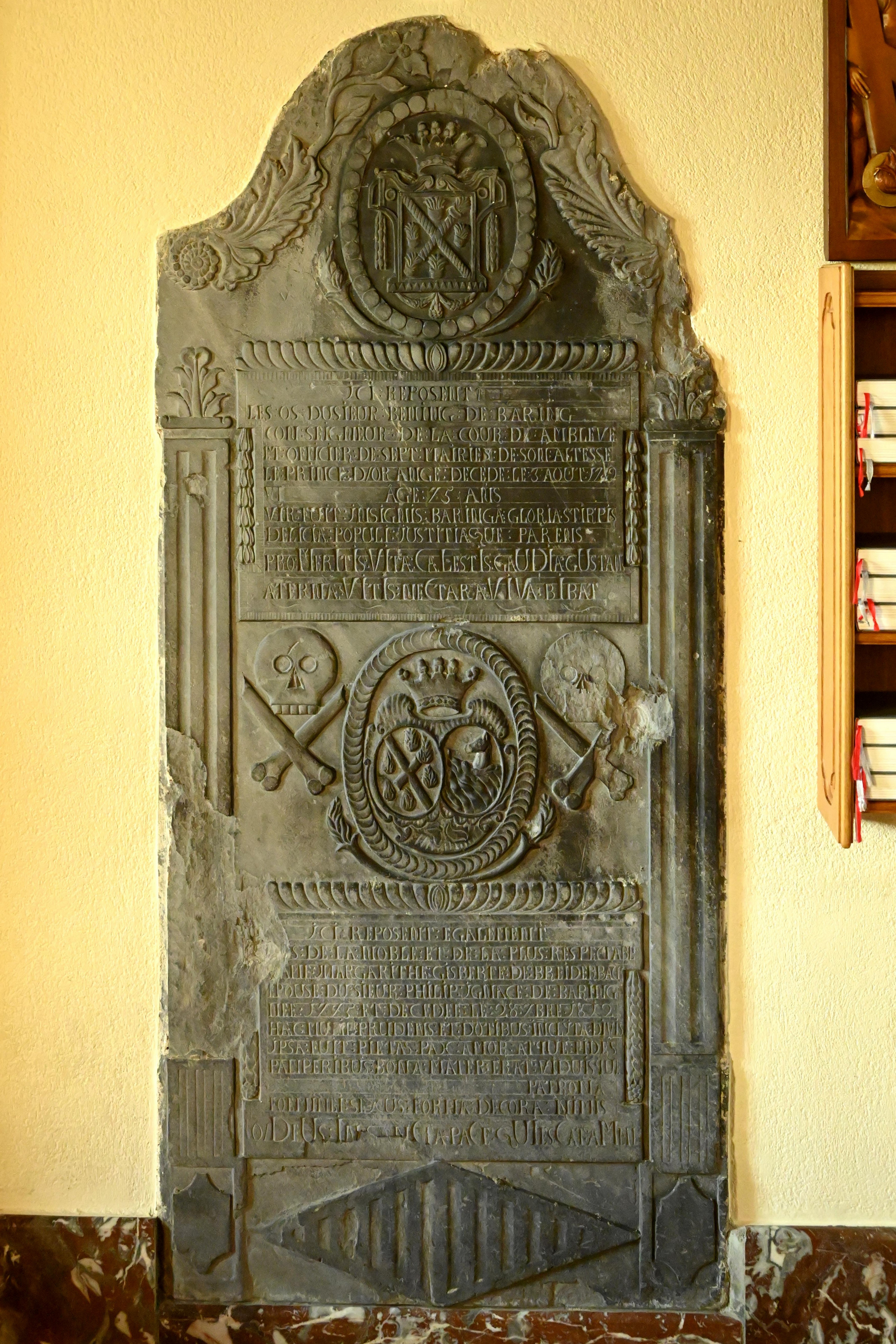
Pierre tombale de Pierre-Bénigne de Baring et de Marguerite-Gisberte de Breidenbach (intérieur de l'église Saint-Martin).